# Panencefalite esclerosante subaguda
Panencefalite esclerosante subaguda (PESS), encefalite do sarampo ou encefalite de Dawson, é uma doença inflamatória, neurodegenerativa, rara e crónica que afeta principalmente crianças e adultos jovens, causada por uma infecção persistente do vírus do sarampo ou por uma mutação do vírus propriamente dito. Não existe cura para o PESS, mas a condição pode ser controlada por medicação, se o tratamento for iniciado muito precocemente.

## Causa
A Panencefalite esclerosante subaguda (PESS) é causada pelo ARNvírus do sarampo, um paramixovírus comum em crianças que pode ser prevenido com vacina. Usualmente demoram anos desde a infeção por este vírus e o aparecimento dos primeiros sintomas da PESS, mas tudo leva a crer que a infeção do encéfalo pelo vírus do sarampo ocorra precocemente durante a fase aguda da doença e durante a PESS existem sinais laboratoriais de infeção persistente pelo vírus. Os fatores e influências que permitem que a infeção por sarampo se propague ao encéfalo e persista, são pouco claras. Podem incluir fatores imunológicos e mesmo mutações do próprio vírus. O fato de haver uma alteração na expressão genética do vírus quando, em laboratório, se adicionam anticorpos a uma cultura de vírus do sarampo, poderá explicar a maior frequência de PESS em crianças de tenra idade, quando os anticorpos maternos ainda estão em circulação.

## Sinais e Sintomas
Numa fase inicial a doença manifesta-se por irritabilidade, alterações comportamentais e dificuldades a nível intelectual que se manifestam no aproveitamento escolar.  Com a progressão da doença aparecem distúrbios motores como movimentos involuntários, coreiformes, que no início se localizam à cabeça e pescoço e posteriormente atingem o tronco e os membros. Estas mioclonias aumentam em ambiente agitado e podem desaparecer completamente durante o sono. Podem existir deterioração da coordenação motora e convulsões. Numa fase avançada, os pacientes ficam tetraplégicos, espásticos, e as mioclonias diminuem ou desaparecem. A regulação térmica deixa de se fazer por falha do sistema nervoso autónomo, o que torna estes pacientes vítimas de grandes variações térmicas. A deterioração da consciência é progressiva e o paciente entra em coma. Segue-se um estado de descerebração espástica com dificuldades respiratórias e morte.

## Diagnóstico
O padrão típico no eletroencefalograma (EEG)  regista-se na fase mioclónica e é praticamente diagnóstica. O traçado é caraterizado  por complexos periódicos bilaterais e simétricos, síncronos, com picos de altas voltagens (200–500 mv) de ondas delta estereotipadas e polifásicas, e iguais seja qual fora derivação. Estes complexos periódicos repetem-se a intervalos regulares, de 4–10 seg. e correspondem às mioclonias.
A tomografia computorizada dá poucas informações no início da doença. A ressonância magnética pode detetar anomalias na substância branca.
A biópsia do cérebro é raramente efetuada, mas quando executada pode mostrar os corpúsculos eosinofílicos de inclusão presentes nos núcleos de neurônios e células gliais. O exame pela técnica de imunofluorescência mostra a presença de antigénios do vírus do sarampo.
O diagnóstico de PES é baseado nos sinais e sintomas (Alterações na personalidade, um aparecimento gradual de deterioração mental e mioclonia) e nos resultados dos exames, tais como as alterações típicas observadas em eletroencefalogramas, dosagem de anticorpos anti-sarampo elevada (IgG) no soro e líquido cefalorraquidiano, e aspetos histológicos típicos na biópsia do tecido cerebral.

## Tratamento
Não há tratamento eficaz para a PESS. Tratada muito precocemente a evolução pode ser interrompida enquanto o paciente tomar a medicação, que deve ser diária pelo resto da vida. Porém sempre em risco de episódios da doença. Casos tratados precocemente são raríssimos.
A combinação de Interferon alfa (3.000.000 UI três vezes por semana) associado à Isoprinosina (inosiplex 5,600 mg/dia oral) por quatro meses pode reduzir a progressão dos sintomas e prolongar a vida do paciente. Caso não funcione, uma alternativa é combinar o interferon alfa com ribavirina intravenosa 10 mg/kg três vezes por dia, nos primeiros 7 dias, o dobro nos 7 dias seguintes e o triplo da dose nos 7 dias posteriores. 
Anticonvulsivantes, relaxantes musculares e terapia ocupacional podem ser usados para tratar alguns sintomas e melhorar a qualidade de vida.
Amantadina, uma droga anti-RNA que retarda a replicação dos vírus já foi ensaiada nestes pacientes mas sem resultados promissores.[carece de fontes?]

## Prognóstico
A morte geralmente ocorre no espaço de 1-3 anos. Se o diagnóstico for feito durante a primeira fase é possível tratar a doença. No entanto, uma vez que atingida a segunda fase, então é universalmente fatal em todos os casos. A progressão de cada estágio é única para o doente e não pode ser prevista, embora o seu padrão ou os sintomas possam ser. Embora o prognóstico seja sombrio, existe uma taxa de remissão de 5% - o que pode ser tanto uma remissão completa ou uma melhoria na condição que dá um maior período de progressão ou, pelo menos, um período mais longo com os sintomas menos graves. Independentemente da fase em que a infecção está, o tratamento com Interferon associado à Isoprinosina  pode dar até 50% de taxa de remissão/melhoria.